# Wilhelm Beckers gamla huvudkontor
Wilhelm Beckers gamla huvudkontor (även kallat Beckerhuset) är en byggnad vid Lövholmsgränd 12 i kvarteret Lövholmen i Liljeholmen, södra Stockholm. Kontorshuset uppfördes 1915 efter ritningar av Theodor Anton Bergen för AB Wilh. Beckers färgfabrik. Byggnaden är grönmärkt av Stadsmuseet i Stockholm vilket innebär ”att den representerar ett högt kulturhistoriskt värde och är särskilt värdefull från historisk, kulturhistorisk, miljömässig eller konstnärlig synpunkt”. I en pågående (2020) detaljplaneändring föreslås Beckerhuset att bli skola.

## Historik

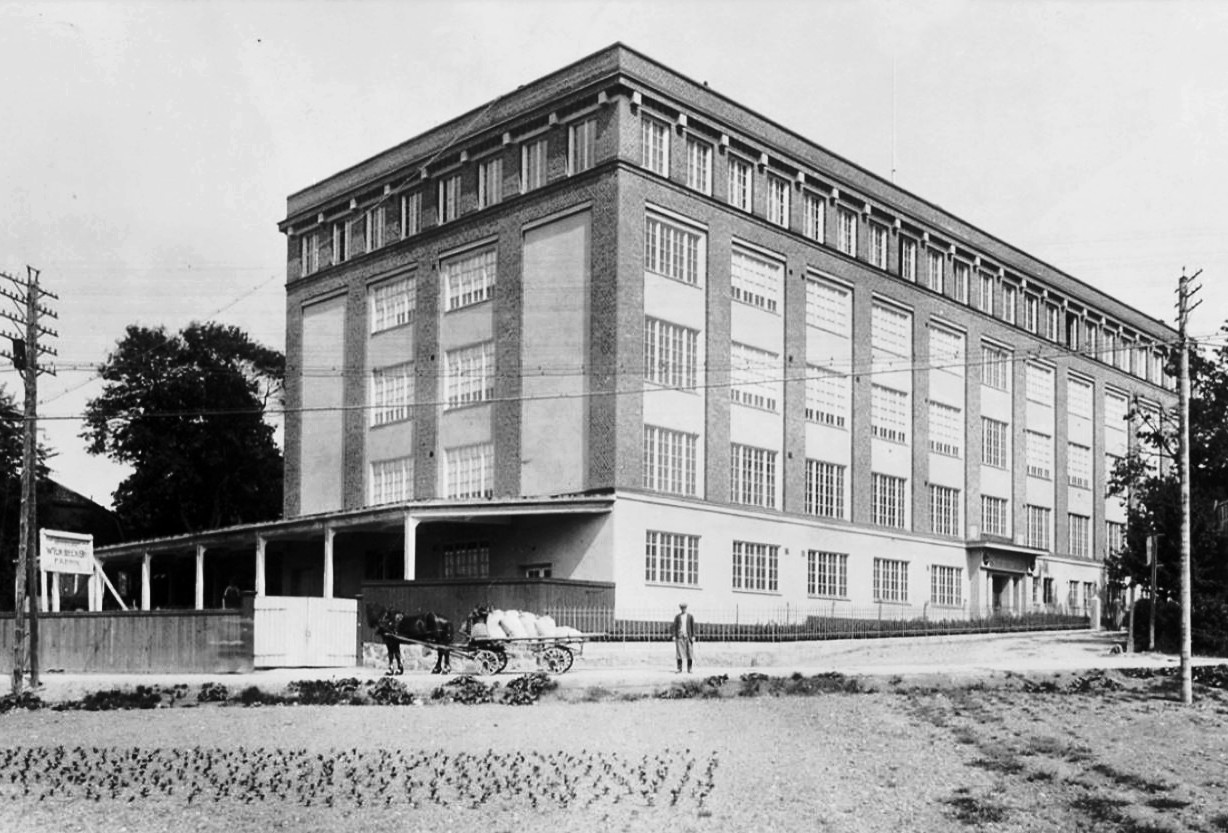
Byggnaden, nyuppförd 1916.

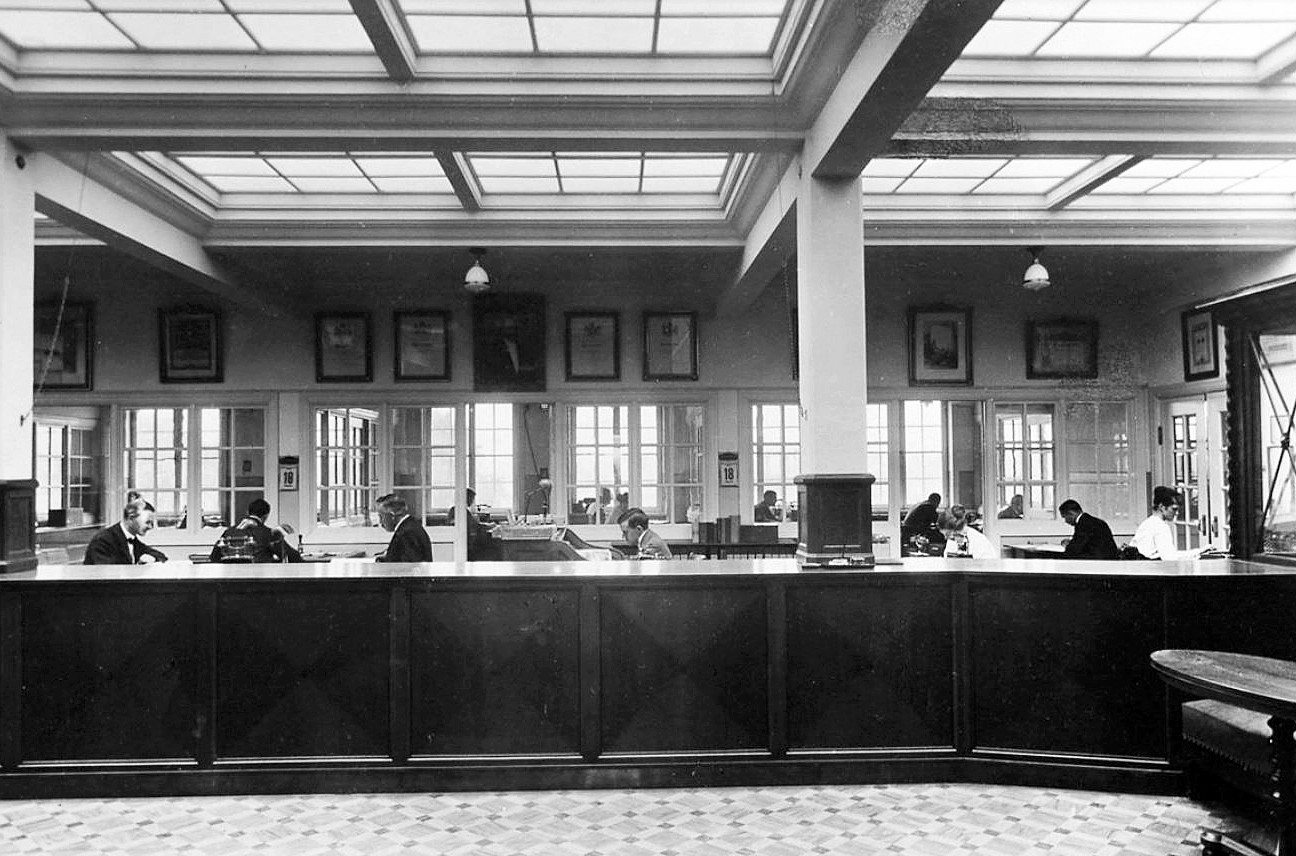
Kontoret på 1920-talet.

Under första världskriget ökade AB Wilh. Beckers produktion av bandage och förband. Förbandsfabriken behövde ett större lager likaså färgtillverkningen och de kemiska produkterna. Man beslöt därför att låta bygga en ny förbandsfabrik och ett nytt centrallager som även kunde rymma ett nytt huvudkontor. Beckers ledning beslöt att anlita AB Industribyrån och dess chef överingenjör Theodor Anton Bergen för båda uppdragen: nya förbandsfabriken och nya centrallagret med huvudkontor. Till konstruktör och  byggnadsentreprenör utsågs Kreuger & Toll. 
Både Kreuger och Bergen hade i början av 1900-talet skaffat sig erfarenhet i USA i modern industrihusbygge och båda var det främsta man kunde uppbringa vad gäller industribyggande i Sverige. Valet av arkitekt och entreprenör visar att Beckers ville ha de senaste rönen för sitt nya industrikomplex.
Huset uppfördes i fem våningar med en bärande stomme av betong. Våningarna var koncipierade som pelardäck med raster 4,45 x 4,90 meter vilket gav maximal flexibilitet. Fasaderna består av rött tegel och gestaltades stramt klassicerande med stora vertikala fönsterpartier samt accentuering de bärande pelarna och utskjutande kraftiga taklister. Fönsterpartiernas vertikala fält förstärktes genom putsade ytor. Översta våningen avviker exteriört genom en lägre attikavåning. Här låg huvudkontoret med inköps- och försäljningsavdelningar. Våningen fick dagsljus även uppifrån genom ett antal taklanterniner. Kontoret ritades med glasade innerväggar vilket gav ljus och rymd. 
Räknat uppifrån följde efter kontorsvåningen tekniska fabrikens lager, lack- och fernisslager, kemikalielager, samt på bottenvåningen oljelager, lagerexpeditionen med packrum och på gaveln anordnades en väderskyddad lastkaj. På första våningen låg personalmatsalen och på bottenvåningen inrymdes även en liten lägenhet för portvakten bestående av ett rum och kök och vaktrummet direkt intill huvudentrén. Huvudentrén och huvudtrappan anordnades mitt på södra långsidan. Över portalen syns fortfarande firmans namn "Aktiebolaget Wilh. Becker". Allt var ordnat enligt Industribyråns och Theodor Anton Bergens effektivitetsprinciper.

## Husets vidare öden
Efter hand avvecklades husets lager och dess ytor byggdes om till kontor. Sedan mitten av 1960-talet hade byggnaden i huvudsak denna funktion. Fram till 2003 följde flera om- och tillbyggnader. År 2006 såldes byggnaden av dåvarande ägaren, Tikkurila Oyj, till Skanska Nya Hem. 2008 flyttade Alcro-Beckers sin färgproduktion från Lövholmen till Nykvarn och huvudkontoret flyttade till Hammarby sjöstad. I maj samma år övertog Skanska anläggningen. Därefter nyttjades huvudkontorets gamla lokaler av olika konstnärs- och ateljéföreningar. Beckerhuset är kulturhistoriskt värdefullt och skall bevaras. Skanska planerar att bygga om huset till skola. Rivningar i omgivningen inleddes 2019, byggstart beräknas till år 2021.

## Bilder

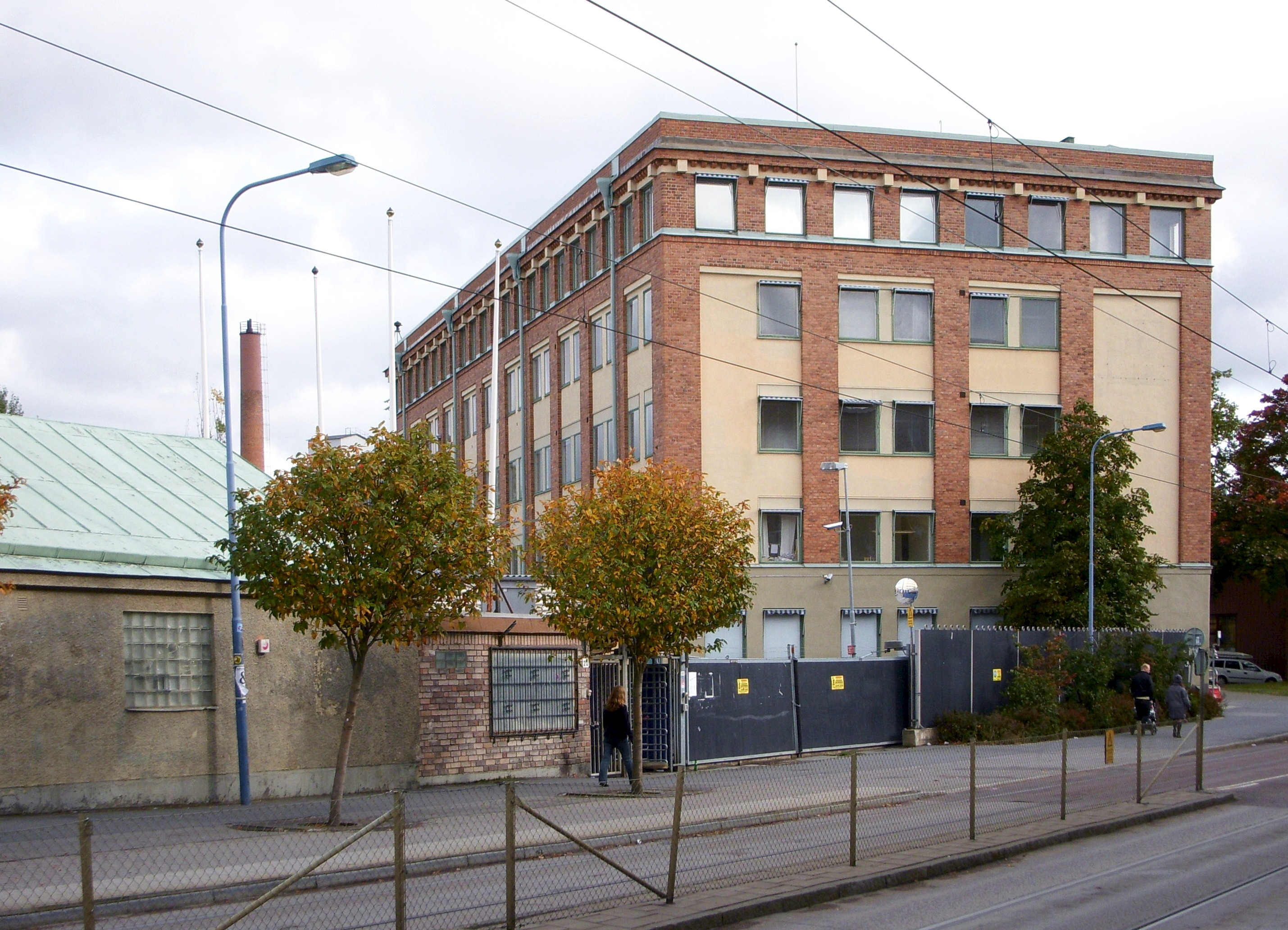
Byggnaden i oktober 2009.
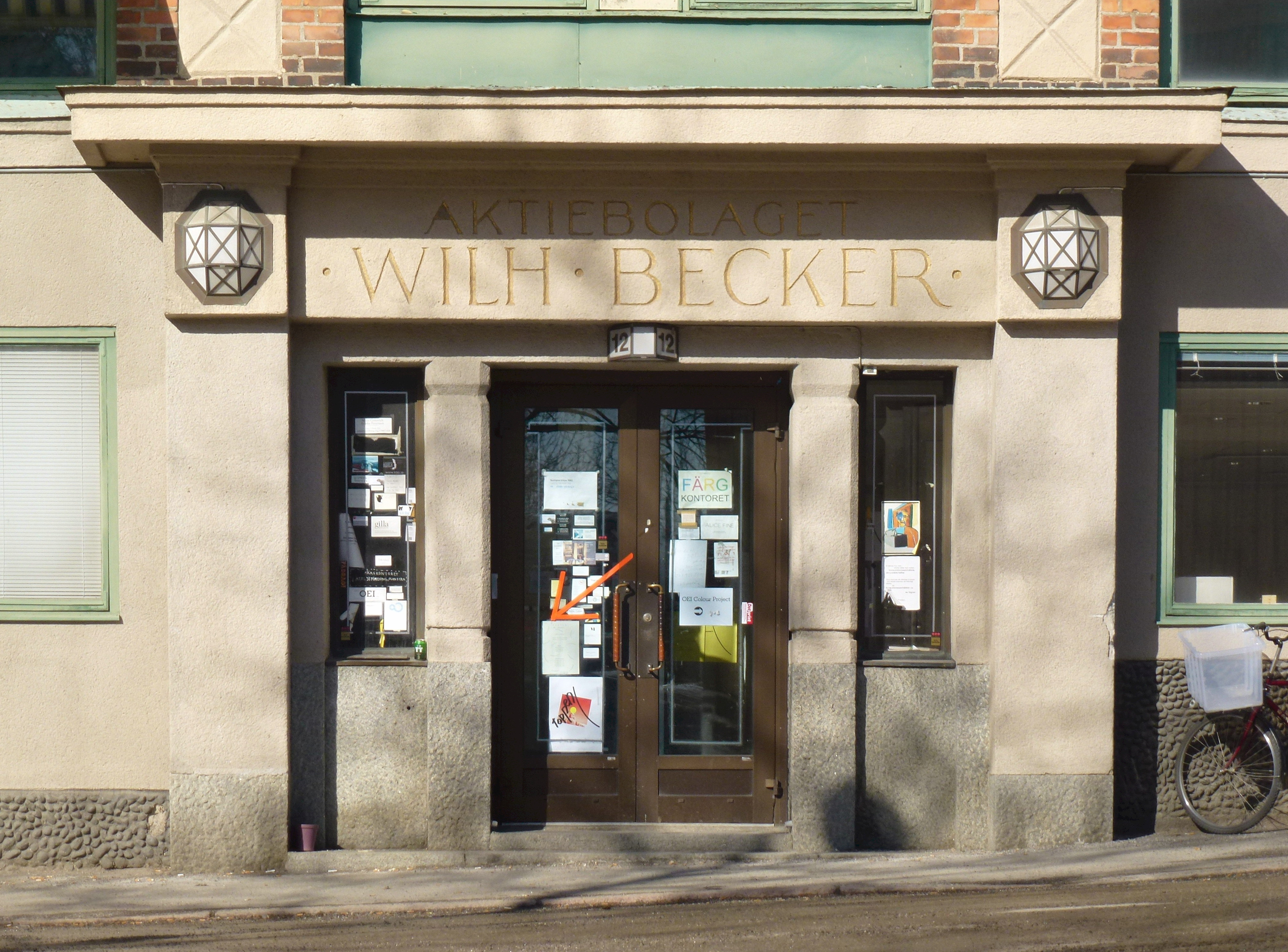
Huvudentrén i mars 2013.
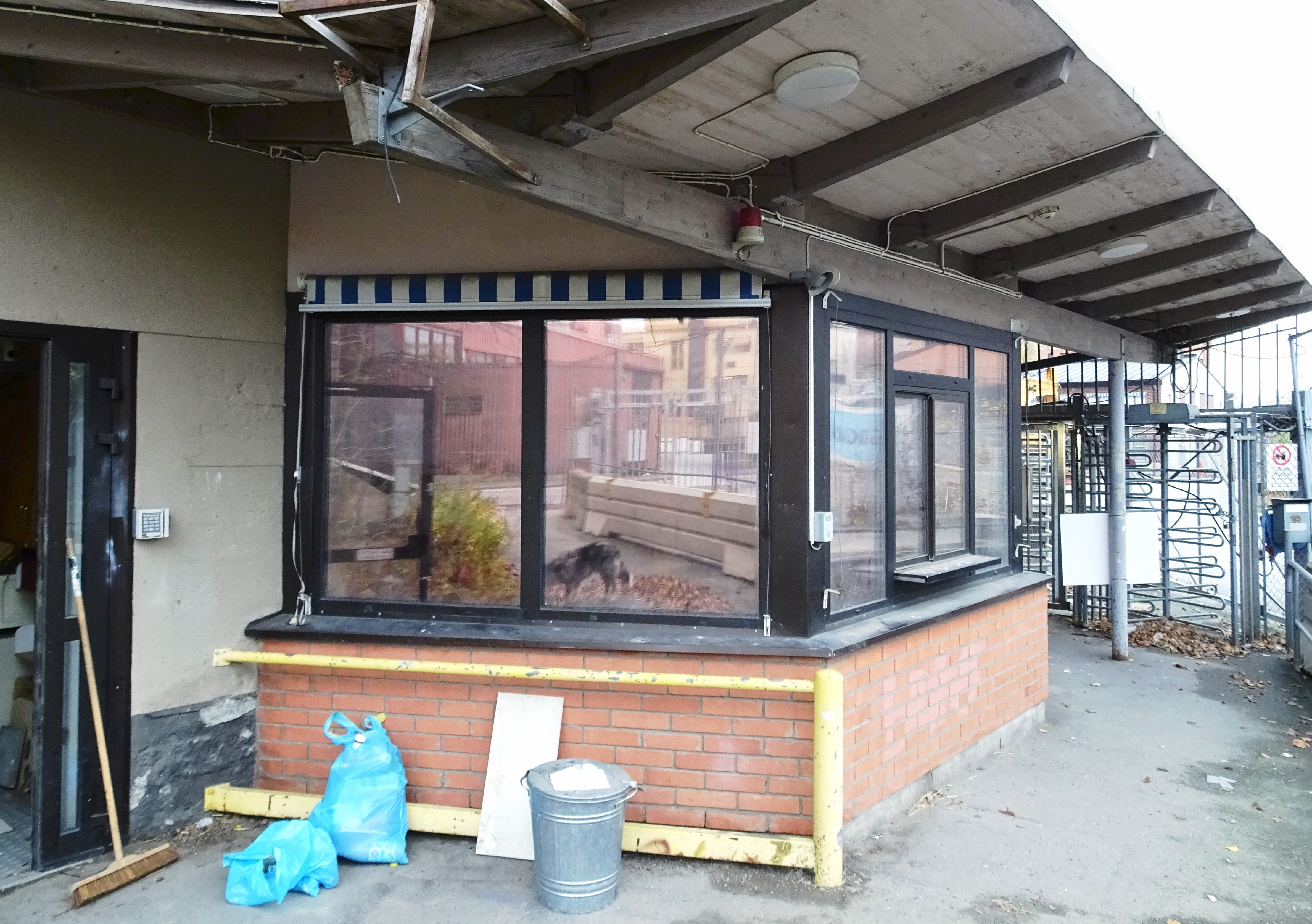
Vaktkuren vid norra gaveln.
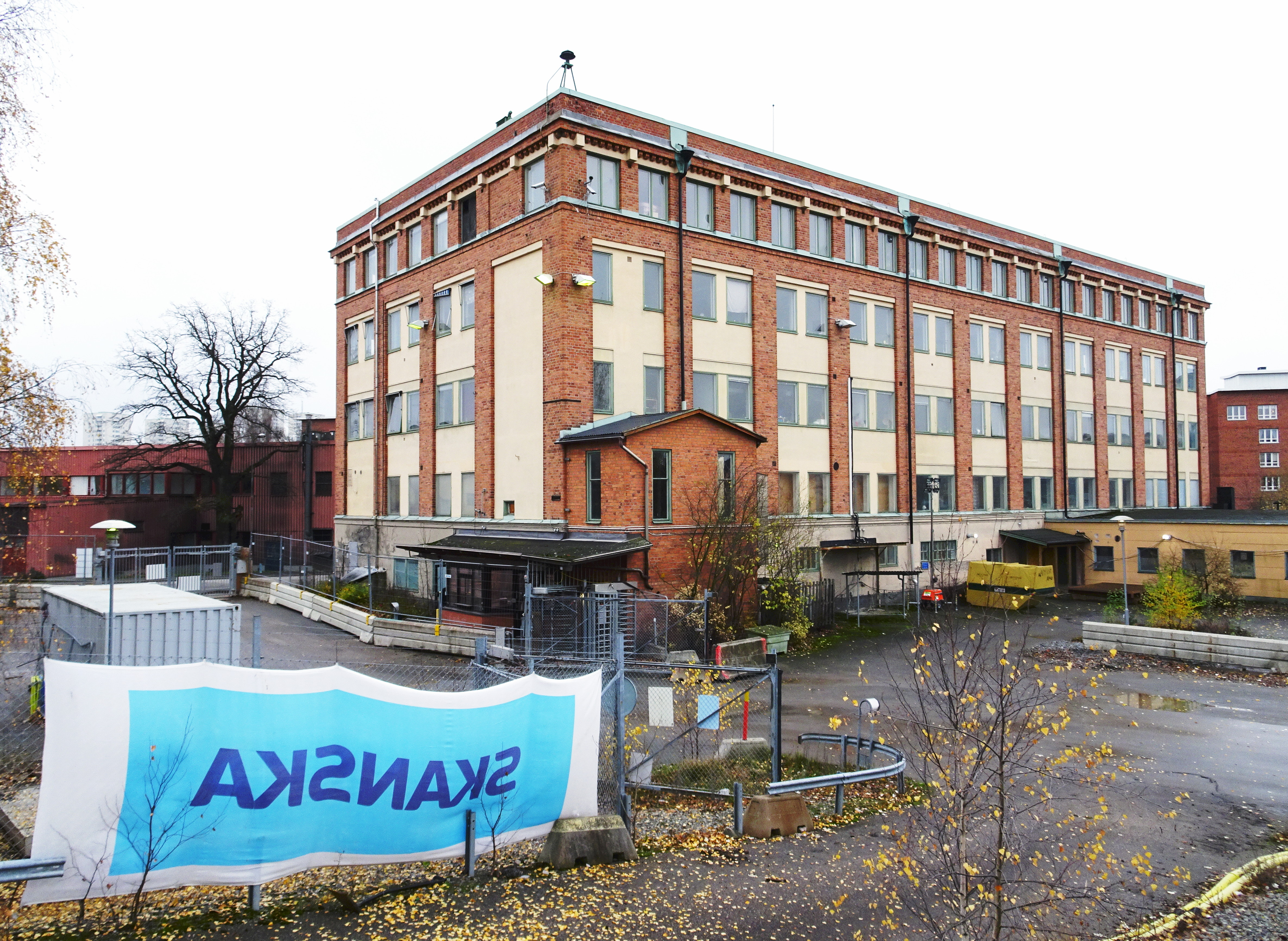
Byggnaden i november 2020.

## Se även

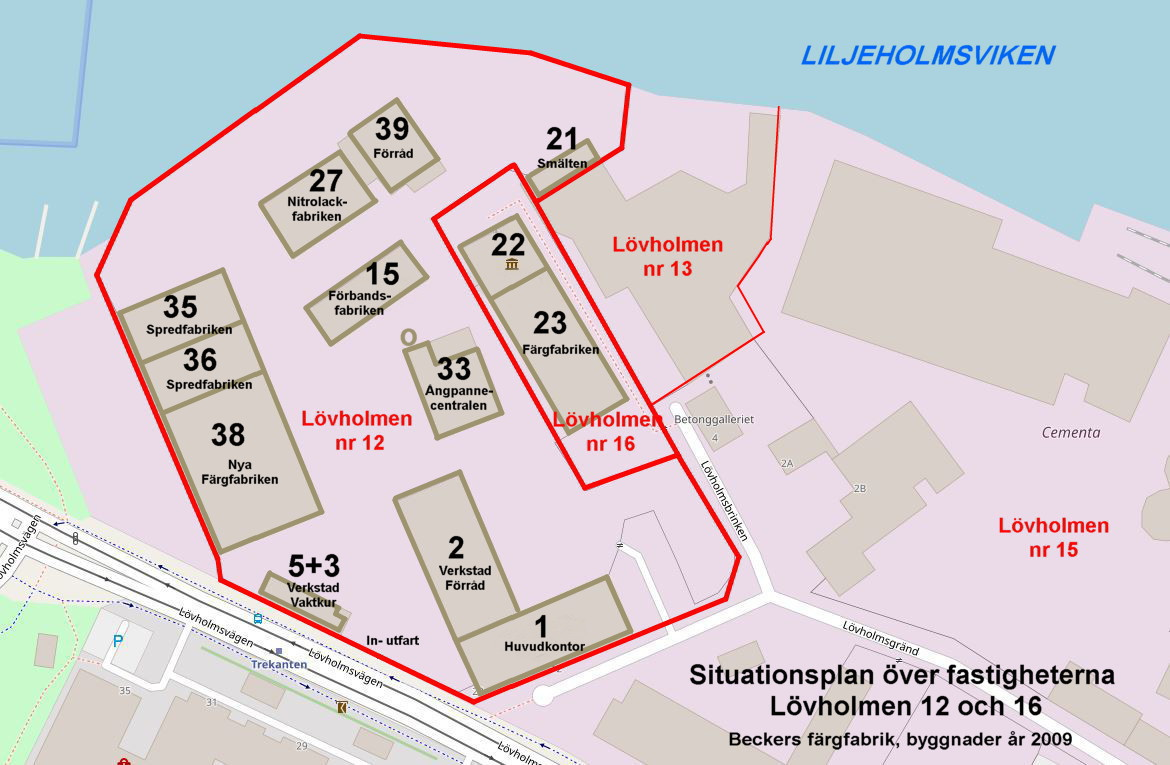
Orienteringsplan med bebyggelsen 2009.